# Колльєрвілл (Каліфорнія)
Колльєрвілл (англ. Collierville) — переписна місцевість (CDP) в США, в окрузі Сан-Хоакін штату Каліфорнія. Населення — 2094 особи (2020).

## Географія
Колльєрвілл розташований за координатами 38°12′47″ пн. ш. 121°15′54″ зх. д. / 38.21306° пн. ш. 121.26500° зх. д. (38.212963, -121.265128).  За даними Бюро перепису населення США в 2010 році переписна місцевість мала площу 17,11 км², з яких 17,08 км² — суходіл та 0,03 км² — водойми.

## Демографія
Згідно з переписом 2010 року, у переписній місцевості мешкали 1934 особи в 667 домогосподарствах у складі 525 родин. Густота населення становила 113 особи/км².  Було 714 помешкання (42/км²).
Расовий склад населення:
| - 80,2 % — білих - 2,5 % — азіатів - 1,1 % — корінних американців - 0,7 % — чорних або афроамериканців - 0,1 % — вихідців з тихоокеанських островів - 11,8 % — осіб інших рас |

До двох чи більше рас належало 3,5 %. Частка іспаномовних становила 26,8 % від усіх жителів.
За віковим діапазоном населення розподілялося таким чином: 23,7 % — особи молодші 18 років, 59,7 % — особи у віці 18—64 років, 16,6 % — особи у віці 65 років та старші. Медіана віку мешканця становила 43,3 року. На 100 осіб жіночої статі у переписній місцевості припадало 100,0 чоловіків;  на 100 жінок у віці від 18 років та старших — 97,5 чоловіків також старших 18 років.
Середній дохід на одне домашнє господарство  становив 78 239 доларів США (медіана — 49 375), а середній дохід на одну сім'ю — 81 981 долар (медіана — 51 000). За межею бідності перебувало 18,9 % осіб, у тому числі 32,6 % дітей у віці до 18 років та 11,6 % осіб у віці 65 років та старших.
Цивільне працевлаштоване населення становило 495 осіб. Основні галузі зайнятості: освіта, охорона здоров'я та соціальна допомога — 17,8 %, виробництво — 15,4 %, сільське господарство, лісництво, риболовля — 12,1 %, науковці, спеціалісти, менеджери — 10,1 %.